# جو ليتش
جو ليتش (30 أكتوبر 1990 في المملكة المتحدة - ) (بالإنجليزية: Joe Leach)‏ هو لاعب كريكت بريطاني. لعب مع نادي مقاطعة ورسسترشاير للكريكيت ‏ وLeeds/Bradford MCC University ‏.

## وصلات خارجية
- جو ليتش على موقع إي آس بي آن كريك إنفو (الإنجليزية)